# Come On Over Tour
A Come On Over Tour   foi a primeira turnê da cantora canadense, Shania Twain em apoio do seu terceiro álbum de estúdio, Come On Over. Foram realizados shows na América do Norte, Austrália e Europa. A turnê se tornou uma das maiores turnês já produzidas. Mais de 2 milhões de pessoas assistiram ao espetáculo de Shania. A turnê é estimada em mais de $110 milhões. Durante um show em Ontário, Shania, inclusive, fez um dueto com Avril Lavigne, depois dela ter vencido um concurso de rádio local.
Em 1998, Shania foi uma sensação da música estabelecido dos EUA, chegando a vender mais de 30 milhões de álbuns, com o seu mais recente álbum, o Come On Over vendeu mais de 15 milhões de cópias só na América do Norte. 
Ela disse: "Você tem um registro enorme, você faz uma grande turnê, você chega em casa exausto e você de alguma maneira tem que virar um outro registro, rápido, que todo mundo vai comparar com o primeiro. Não foi uma decisão muito boa fazer uma turnê em 1995, pois se eu tivesse realizado uma turnê, então, este ano não teria sido tão emocionante".
A Come on Over Tour contou com a participação de Leahy durante as apresentações de "Don't Be Stupid (You Know I Love You)" e de Shane Minor abrindo as apresentações de Shania. 

## Set list
1. "Man! I Feel Like A Woman!"
2. "Honey, I'm Home"
3. "You Win My Love"
4. "Whose Bed Have Your Boots Been Under?"
5. "You're Still The One"
6. "I Won't Leave You Lonely"
7. "Come On Over"
8. "Love Gets Me Everytime"
9. "I'm Holdin' On To Love (To Save My Life)"
10. "When"
11. Medley:
  - "Home Ain't Where His Heart Is (Anymore)"
  - "The Woman In Me (Needs The Man In You)"
  - "You've Got A Way"
12. "That Don't Impress Me Much"
13. "Black Eyes, Blue Tears"
14. "God Bless The Child"
15. "To Daddy"
16. "What You Made You Say That"
17. "No One Needs To Know"
18. "Any Man Of Mine"
19. "Don't Be Stupid (You Know I Love You)"
20. "From This Moment On"
21. "(If You're Not In It For Love) I'm Outta Here!
22. "Any Man Of Mine (Reprise)"
23. "Rock This Country!"

SETLIST DA GRAVAÇÃO DO DVD "LIVE":
1. "Man! I Feel Like A Woman!"
2. "Honey, I'm Home"
3. "You Win My Love"
4. "Whose Bed Have Your Boots Been Under?"
5. "You're Still The One"
6. "I Won't Leave You Lonely"
7. "Come On Over"
8. "Love Gets Me Everytime"
9. "I'm Holdin' On To Love (To Save My Life)"
10. "When"
11. Medley:
  - "Home Ain't Where His Heart Is (Anymore)"
  - "The Woman In Me (Needs The Man In You)"
  - "You've Got A Way"
12. "That Don't Impress Me Much"
13. "If It Don't Take Two"
14. "Black Eyes, Blue Tears"
15. "God Bless The Child"
16. "To Daddy"
17. "What You Made You Say That"
18. "No One Needs To Know"
19. "Any Man Of Mine"
20. "Don't Be Stupid (You Know I Love You)"
21. "From This Moment On"
22. "(If You're Not In It For Love) I'm Outta Here!
23. "Any Man Of Mine (Reprise)"
24. "Rock This Country!"

## Gravações
O show realizado na Arena de Reuniões no dia 12 de setembro de 1998, foi filmado para um especial de TV, transmitido pela DirecTV para todo os Estados Unidos. No ano de 1999, o especial foi gravado em DVD e lançado em novembro do mesmo ano. A música "If It Don’t Take Two" foi acrescentada a lista de faixas, a pedido de uma fã de Nova Jérsey. O DVD Live foi certificado platino pela RIAA.
As canções "Honey, I'm Home", "Come On Over" e "Rock This Country!" tornaram-se vídeos musicais e foram gravadas durante a Come on Over Tour. Mais tarde, os clipes gravados foram acrescentados ao DVD The Platinum Collection.